# Eurosclerosi
L'eurosclerosi è un neologismo economico creato ad hoc per definire l'irrigidimento del mercato del lavoro che causa la disoccupazione e la sua persistenza. In parte è condizionato dalla scarsa o limitata produttività del mercato europeo.

## Derivazione del termine
Il termine che è stato creato durante gli anni '90 in relazione alla produttività e agli indici di occupazione europei in comparazione con i valori simili del mercato americano.
Si attesta che tale termine sia stato coniato per la prima volta dal Professor Herbert Giersch per descrivere appunto quella sommatoria di mali che hanno sopraffatto l'Europa.

## Funzione e pensiero
L'eurosclerosi è stato coniato per focalizzare l'attenzione, in maniera eccentrica, sul problema di competitività con l'America. Tuttavia, altri economisti, come il professor Robert Marjolin, non credono che questo tipo di pensiero debba esistere, in quanto il boom americano degli anni '80 sia stato un caso prevedibile ed a cui avrebbe fatto seguito un adeguamento dei valori industriali-commerciali e finanziari nella norma mondiale. Parere espresso durante un'edizione dell'Amex Bank Review.
Oltre a eurosclerosi sono stati coniati in quel periodo altri termini simili: "europessimismo", "eurodecadenza".
A volte l'eurosclerosi è abbinata all'Isteresi. Ma quest'ultima è abbinata ad uno shock tecnologico che sposta la richiesta del mercato del lavoro verso i più istruiti e provoca disoccupazione. L'isteresi implica disoccupazione persistente.

## Motivi
I maggiori tassi di disoccupazione da eurosclerosi possono essere spiegati con la rigidità delle forme contrattuali del mercato. 
Tali rigidità sono: 
- Potere dei sindacati;
- Alto costo delle spese non salariali (oneri sociali, trattamenti pensionistici);
- Alti costi del licenziamento;
- Benefici della disoccupazione;
- Salari minimi elevati rispetto alla media.

Tutta questa sommatoria di fattori hanno creato la crisi dell'eurosclerosi. Si pensa che questa crisi sia iniziata negli anni '60 e che quindi stia diminuendo in questi anni. Tutto coincide storicamente: shock tecnologico dagli anni '60 in poi e la crescita culturale e formativa del lavoratore medio.